# Segurilla
Segurilla es un municipio y localidad española de la provincia de Toledo, en la comunidad autónoma de Castilla-La Mancha. El término municipal, ubicado en las estribaciones de la sierra de San Vicente, tiene una población de 1378 habitantes (INE 2024).

## Toponimia
El vocablo Segurilla, en nuestro caso referido a un poblado con una atalaya, viene a significar "línea o zona fortificada, segura, fronteriza".

## Geografía
Municipio localizado al noroeste de la provincia de Toledo. Con una superficie aproximada de 22 km², la localidad está emplazada a 590 m de altitud, aunque en algunos casos llega a 670 m, en las estribaciones de la Sierra de San Vicente. Limita al norte con Montesclaros, al sur con Talavera de la Reina y Pepino, al este con Cervera de los Montes y al oeste con Mejorada. Pertenece al partido judicial de Talavera de la Reina.
Está bañada por el río Guadyerbas. Sufre un clima continental con temperaturas extremas y fuertes amplitudes. Las precipitaciones son muy irregulares y escasas, concentradas preferentemente en las estaciones de otoño y primavera. 
- Latitud: 40º 01' N
- Longitud: 4º 51' O

## Vegetación
Los accidentados terrenos sin cultivar acogen algunos alcornoques y encinas, además de diversos tipos de matorrales. Las zonas cultivadas son exclusivamente de secano, con dedicación casi exclusiva al cereal, que alterna con leguminosas.
También se dedican algunas hectáreas al cultivo de la vid, en algunos casos con caldos de muy buena calidad, y el olivo.

## Fauna
La fauna es típicamente serrana, en este pueblo se pueden apreciar libremente por sus campos: conejos, liebres, jabalíes, águilas, culebras, todo tipo de pájaros, etc.

## Historia

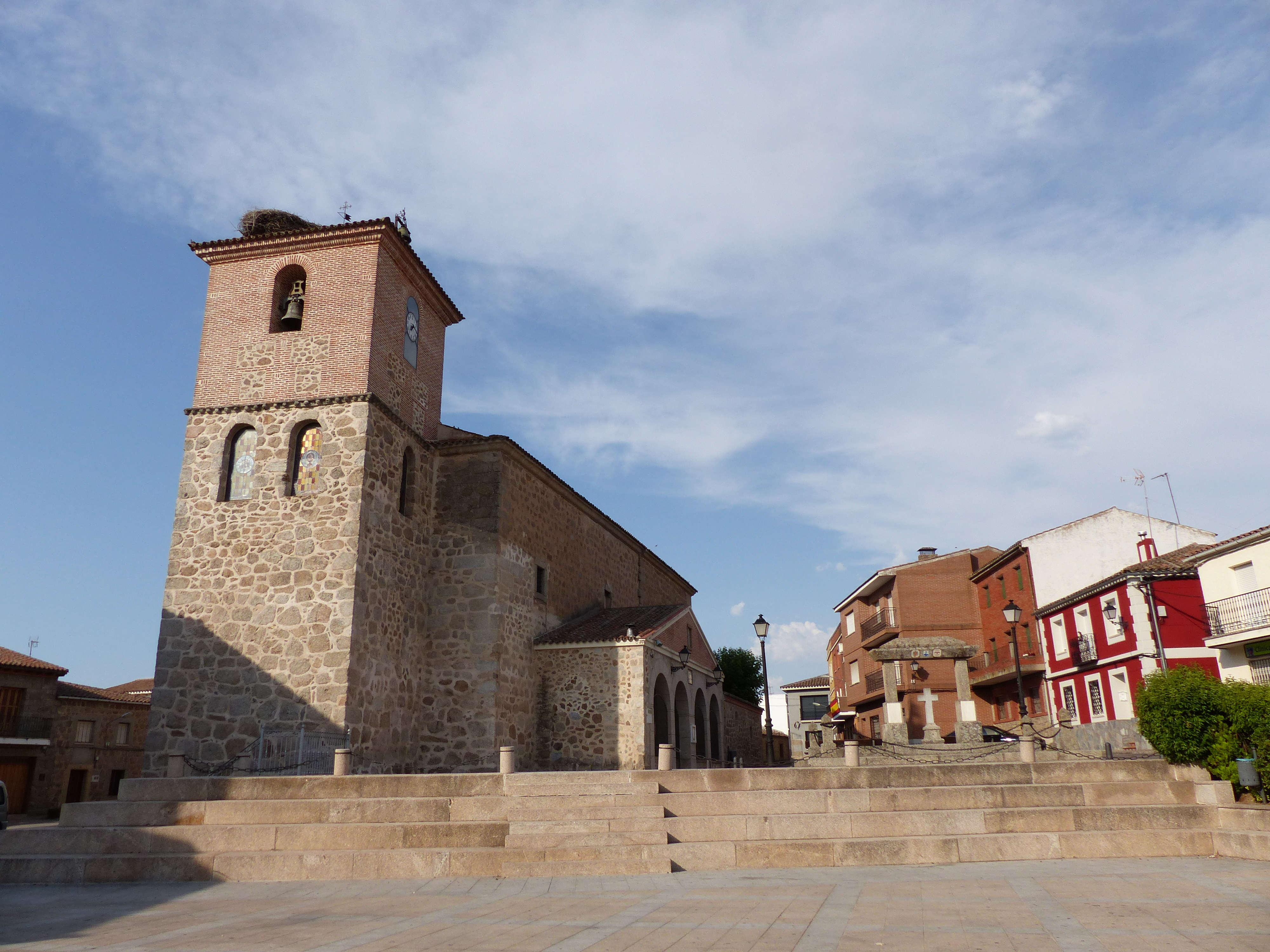
Iglesia de San Juan Bautista

Los primeros testimonios del poblamiento se remontan al siglo XI, cuando el territorio fue reconquistado por Alfonso VI. A mediados del siglo XII, en plena tarea repobladora, tuvo lugar la terrible incursión almohade, que devastó buena parte del alfoz de Talavera. Esto hizo que se levantaran y fortificaran numerosas torres y atalayas en toda la comarca. En 1152 Alfonso VII fija los límites entre las tierras de Ávila y las de Talavera, quedando Segurilla englobada en el alfoz talaverano junto con Marrupe, San Román, Cardiel, Sotillo, Cervera, Mejorada... Será ya el rey Sancho IV quien separe Segurilla (con Mejorada y Cervera) del alfoz de Talavera y la otorgue en señorío a su portero Mayor, Juan García de Toledo, por documento de 9 de julio de 1288.
Durante el siglo XIV y parte del XV se mantiene el Señorío de los García de Toledo, hasta que se extingue esta familia y pasa a don Diego López de Toledo. Y tras ciertas herencias, compras y ventas en 1534 revierte el Señorío en el Conde de Oropesa.
En el siglo XVI el pueblo experimenta un auge muy notorio: crece la población, dedicada fundamentalmente a la agricultura y a la ganadería (que se ve favorecida por las sanciones a favor en los pleitos jurisdiccionales con Talavera) y se construyen la Iglesia Parroquial y las Ermitas.
En el siglo XVII es en Segurilla, como en el resto de la comarca, época de crisis y decadencia, sobre todo en la segunda mitad: derrota militar de España, pésimas cosechas, emigración a las Indias, plaga de langosta y otras...
En el siglo XVIII, con la estabilidad general de España, se observa cierto resurgimiento económico y social, cifrándose la población entre 600 y 700 habitantes. Los comienzos del XIX volvieron a ser catastróficos, pues la Guerra de Independencia (batalla de Talavera, que se libró en las inmediaciones del pueblo) dejó terribles secuelas, según expresó el entonces párroco de Segurilla, don Pablo López Prado, en carta dirigida al rey de España en 1815.
Según el informe de Madoz, del año 1848, Segurilla poseía dehesa boyal, dehesón de encinas y alcornoques, prados naturales, una cantera de cal y tierras de labor, todas de secano y mediana calidad: terreno escabroso y desigual, más apto para la ganadería (vacuno, lanar, cabrío y de cerda) y para la caza que para la agricultura.

## Demografía
Cuenta con una población de 1378 habitantes (INE 2024).
| Gráfica de evolución demográfica de Segurilla entre 1842 y 2021                                                       |
| |
| Población de derecho según los censos de población del INE. Población de hecho según los censos de población del INE. |

## Patrimonio

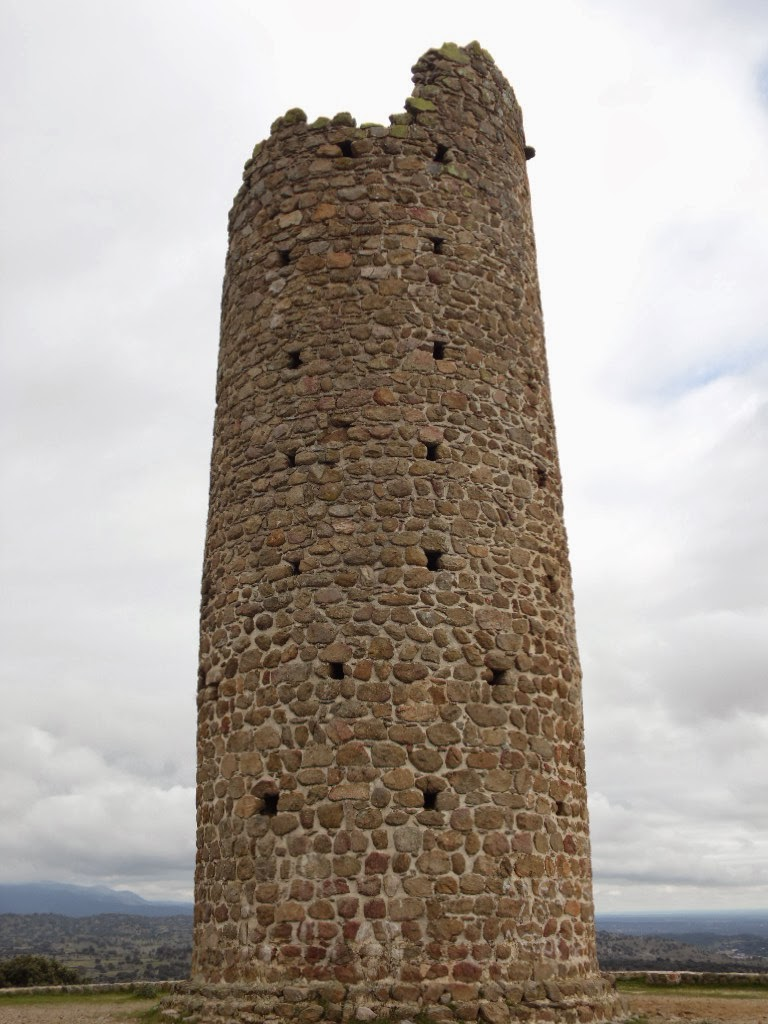
Atalaya de Segurilla

Algunos de los lugares más importantes de este municipio son los siguientes:
- La Atalaya de Segurilla, construcción Islámica de planta circular de 18 metros de altura, fue construida a principios del siglo X, durante el califato de Abd-al-Ranhmán III. Enclavada en un cerro a 623 metros de altitud, nos ofrece una vista inigualable de la cuenca del Tajo, al sur; los Montes de Toledo y Talavera de la Reina a vista de pájaro. Hacia el norte se perfilan claramente las montañas de Gredos. Bajo la protección de la Declaración genérica del Decreto de 22 de abril de 1949, y la Ley 16/1985 sobre el Patrimonio Histórico Español.
- Ermita de la Soledad, es el edificio más antiguo del pueblo. En la actualidad se halla restaurada, conservando el encanto de la piedra y las hermosas construcciones del siglo XVI. Se trata de una original construcción con un gran pórtico hexálito de granito, perfectamente ambientada entre un casco urbano que mantiene gran parte de los atractivos que procura una arquitectura tradicional, donde el granito es el gran protagonista, y las tortuosas y estrechas calles el sello de una arquitectura serrana. En ella se venera la imagen de Nuestra Señora de la Soledad, así como obras de gran valor artístico como son las imágenes de San José, la Inmaculada Concepción, San Antonio de Padua, el Cristo pobre o San Juan Niño.
- Ermita de Santa Ana Está situada a la entrada de Segurilla por la carretera que nos une con Talavera. Se encuentra adosada al cementerio, en ella se encuentra la talla de Santa Ana con la Virgen Niña, del siglo XVI; así como obras de gran valor artístico como San Roque, del siglo XVI.
- Iglesia de san Juan Bautista, patrono del pueblo, data del siglo XVI, en ella se venera la milagrosa imagen del Santísimo Cristo de las Maravillas, patrón del pueblo. En ella encontramos la imagen del Nazareno, obra atribuida al escultor Luis Salvador Carmona. Destaca su gran pórtico hexástilo de granito y ábside semicircular.
- Antiguo lavadero y actual merendero, el vahondillo, se encuentra en el lado oriental de la villa, en este lugar nuestros abuelos y, antes que ellos, un buen número de generaciones iban a lavar la ropa. Consta de 30 pilas de piedra formando un círculo alrededor de un pozo que nos recuerda a un monumento megalítico dedicado al sol.
- Ruta del Riscal, para iniciar esta ruta, el visitante puede tomar el camino nororiental que lleva al Riscal. Ya sea a pie, en bici, quad o caballo -que podrá alquilar junto a guías y monitores- disfrutará de un paseo de hora y media que se pasará volando gracias al disfrute del maravillo paisaje que allí se contempla. Recorrerá el camino que transcurre en un paraje típico serrano de encinas, alcornoques, aderezado con olores a retama, a la flor del espino y a flores silvestres. Por fin, al llegar al Riscal se encontrará en la armonía combinada de la tierra y el agua: saltos naturales de agua pura y de una fauna salvaje de aves que solamente pueden avistarse en rutas rurales como esta.
- Ruta del Viriato, también y con más tiempo puede seguir la gran senda de Viriato que tiene paso por la Villa de Segurilla formando un gran círculo de 140 km recuperando así los antiguos senderos y cañadas naturales que unían antaño a todos los pueblos de la comarca de la Sierra de San Vicente.
- Observatorio Astronómico, es un observatorio de aficionados a la astronomía dedicado al disfrute de la naturaleza en su totalidad y del cielo nocturno en particular. Segurilla es conocida por su antigua Atalaya árabe (siglo XI), el monumento representativo de esta localidad. Siguiendo la tradición de una zona de observación y seguridad, de ahí su nombre que ha caracterizado a sus habitantes. El OAS se constituye así en la nueva atalaya del siglo XXI.

## Fiestas
- Navidad: Se celebra el tradicional belén viviente en la plaza Mayor.
- 17 de enero (San Antón): Hay misa con procesión donde se bendicen los animales, y posterior romería en el campo llamado "El Caño" .
- Fiesta de La Vaquilla, tradicionalmente se celebraba el miércoles de ceniza pero, para favorecer la participación popular, se desplazó al sábado posterior por la tarde. Los quintos y quintas invitan a todos los presentes a una comida que siempre incluye un plato arroz con bacalao. Después de la comida los quintos realizan una danza, que han ensayado los días previos, y que concluye con la muerte simulada de la representación de una vaquilla portada por uno de los participantes, tras esto los quintos desatan una batalla de pelusa y papelillos por todo el pueblo.
- Fiesta de Semana Santa: actos religiosos, sábado de gloria se celebra el chozo y el domingo de resurrección se quema a Judas.
- 23 de abril: Fiesta del Rayo, con orquestas, toros y programación infantil. Conocida también como Fiesta del Milagro del Cristo porque en 1813 se había sacado al Cristo de las Maravillas haciendo rogativas por la lluvia. Cuando estaba otra vez en la iglesia y todo el pueblo rezaba por el fin de la sequía, se formó una tormenta y un rayo penetró en el recinto por una ventana y no causó daño a nadie.
- 1 de mayo Se celebra la romería en honor de San José.
- 24 de junio (San Juan Bautista): Titular de la parroquia, la víspera se celebra en la plaza Mayor con el folclore popular local y luminaria.
- 14 de septiembre (Santísimo Cristo de las Maravillas): fiestas mayores, con corrida de toros, encierros, conciertos, concursos, bailes, orquestas, programación infantil, juvenil y adulta, etc.